# Zastava Hrvatske Republike Herceg-Bosne
Zastava Hrvatske Republike Herceg-Bosne sastoji se od triju jednako širokih vodoravnih pruga crvene, bijele i plave boje s grbom Hrvatske Republike Herceg-Bosne u sredini. 

## Postanak grba i zastave
Vojne postrojbe Hrvatskog vijeća obrane od svoje su pojave u proljeće 1992. godine stupale pod hrvatskom zastavom i hrvatskim grbom, no to nisu bili grb i zastava Republike Hrvatske. Na samom početku isticane su različite inačice zastava (razlikovale su se po izgledu hrvatskog šahiranog grba na njima). Korišteni su i različiti grbovi, podjednako i s prvim crvenim poljem, kao i s prvim bijelim poljem.
Znatno zanimljiviji bio je kovinski emajlirani znak za kapu. To je također bio hrvatski šahirani grb od 25 polja s početnim crvenim poljem, a na vrhu štita je bio smješten starohrvatski pleter. Po svojemu izgledu taj znak je bio istovjetan znaku kakav je u razdoblju od jeseni 1990. (prije usvajanja novih obilježja Republike Hrvatske 21. prosinca 1990. godine) do prvih mjeseci 1991. godine na svojim kapama nosio dio pripadnika Ministarstva unutarnjih poslova Republike Hrvatske.
Očito je da se netko u Hrvatskom vijeću obrane prisjetio takvog znaka, koji je s obzirom na to da je već bio izrađivan za hrvatsku policiju, bilo moguće brzo izraditi i njime opskrbiti postrojbe HVO-a u nastajanju. Nema izvora koji bi to potvrdili da se to uistinu i zbilo na takav način pa je zasad ipak tek riječ o logičnoj pretpostavci.
Činjenica je da su od početka rata u Bosni i Hercegovini mnogi pripadnici HVO-a na svojim kapama nosili upravo takav znak. On je vrlo brzo upotrijebljen na pečatima postrojbi i službi HVO-a, kako onih vojnih tako i onih koje su organizirale život u pozadini i sustav vlasti na područjima s hrvatskom većinom. Taj je znak postao i grbom Hrvatske zajednice Herceg-Bosne. Ubrzo je taj znak, sada već kao poseban grb Hrvata u Bosni i Hercegovini, na hrvatskoj trobojnici zamijenio dotad korištene inačice hrvatskih šahiranih grbova. Na taj je način nastala i zastava hrvatskog naroda u Bosni i Hercegovini. Otad do danas taj se grb i zastava neprekinuto koriste kao službena obilježja hrvatskog naroda u toj zemlji, a na to nisu utjecale ni promjene koje su se u međuvremenu dogodile.
Zapadnohercegovačka i Hercegbosanska županija rabe zastavu Hrvatske Republike Herceg-Bosne i hrvatskog naroda u Bosni i Hercegovini kao županijsku zastavu. Iako je dvjema odlukama Ustavnog suda FBiH, uporaba zastave kao simbola županija proglašena neustavnom, zastava se i danas koristi u tim županijama. Zastava Hrvatske Republike Herceg-Bosne je bila zastava Posavske županije, od 10. travnja 1996. do 12. travnja 2000. godine.

## Izgled i konstrukcija
Omjer širine i dužine zastave je 1 : 2. Boje zastave položene su vodoravno i to ovim redom s gornje strane: crvena, bijela i plava. Svaka boja čini jednu trećinu širine zastave. Grb Herceg-Bosne smješten je u sredini zastave tako da gornji dio grba (pleter) zalazi u crveno polje zastave, a donji dio grba (u visini jednog kvadratnog polja) zalazi u plavo polje zastave. 
Središnja točka grba poklapa se s točkom u kojoj se sijeku dijagonale zastave. Grb Herceg-Bosne je u obliku stiliziranog štita, podijeljen vodoravno i okomito u dvadeset pet crvenih i bijelih kvadrata. Iznad stiliziranog štita nalazi se pleter vodoravno položen na štit iznad tri središnja polja. Omjer visine tropleta i visine kvadratnog polja je 1:1, a omjer dužine tropleta i dužine kvadratnog polja je 3:1. 

## Preporučene boje
Prikaz nijansi boja na hrvatskoj zastavi nije precizno određen u zakonskomu tekstu. Na temelju zaključaka Predsjedništva Sabora, objavljen je digitalni zapisi grba i zastave RH te zastave Predsjednika RH, u kojem su navedene i boje koje bi valjalo rabiti. S obzirom na to da je grb Hrvatske Republike Herceg-Bosne, također prihvaćen kao i grb Hrvata u Bosni i Hercegovini, nastao prvotno kao kovinski emajlirani znak za kape pripadnika Ministarstva unutarnjih poslova Republike Hrvatske na hrvatskoj trobojnici zamijenio dotad korištene inačice hrvatskih šahiranih grbova, na taj način tvoreći zastavu Herceg-Bosne, koja je prihvaćena kao zastava Hrvata u Bosni i Hercegovini te jednakost i nedjeljivost hrvatske trobojnice, bilo gdje u svijetu, preporučljivo je rabiti boje, koje je propisao Hrvatski sabor. 
| Boja          | Prikaz | Pantone           | CMYK        | RGB         | HTML kôd |
| ------------- | ------ | ----------------- | ----------- | ----------- | -------- |
| crvena        |        | 186 C             | 0-100-100-0 | 255-0-0     | #FF0000  |
| bijela        |        | Transparent White | 0-0-0-0     | 255-255-255 | #FFFFFF  |
| modra         |        | reflex blue       | 100-82-0-2  | 23-23-150   | #171796  |
| žuta (zlatna) |        | pantone 108       | 0-6-95-0    | 247-219-23  | #F7DB17  |

## Unutarnje poveznice
| - Grb Hrvatske Republike Herceg-Bosne - Hrvatska Republika Herceg-Bosna - Simboli Hrvata Bosne i Hercegovine | - Hrvati Bosne i Hercegovine - Zapadnohercegovačka županija - Hercegbosanska županija |